# Kristina Eyðbjørnsdóttir
Kristina Fríða Eyðbjørnsdóttir (* 13. September 1974; geborene Lervig) ist eine ehemalige färöische Fußballspielerin, die auch für die Nationalmannschaft zum Einsatz kam.

## Vereine
Eyðbjørnsdóttir spielte in ihrer Karriere für verschiedene Vereine auf der Insel. Sie gab ihr Debüt am zehnten Spieltag der Saison 1989 bei ÍF Fuglafjørður beim 10:1-Heimsieg gegen NSÍ Runavík, wobei Eyðbjørnsdóttir zwei Tore beisteuerte. 1991 wurde sie Meister sowie mit 18 Treffern Torschützenkönigin der ersten Liga. Daraufhin wechselte sie zum Zweitligisten GÍ Gøta und erreichte dort ebenfalls die Meisterschaft. Nachdem ihr alter Verein ÍF im selben Jahr in die zweite Liga abgestiegen war, wechselte sie dorthin zurück und erreichte erneut die Meisterschaft und somit den direkten Wiederaufstieg. 1994, im Jahr darauf, absolvierte Eyðbjørnsdóttir jedoch nur zwei Spiele. Ein Jahr später trat sie für den Zweitligisten LÍF Leirvík an und belegte den ersten Platz, welcher zum Aufstieg berechtigte. In der ersten Liga konnte sie erneut ihre Torgefährlichkeit unter Beweis stellen. Nachdem sie 1999 pausierte, stand sie ein Jahr später wieder bei GÍ Gøta unter Vertrag, wurde hierbei jedoch nicht eingesetzt. Daraufhin ging sie 2001 zu HB Tórshavn und wechselte während der Endrunde zu KÍ Klaksvík, mit denen sie ihren zweiten Titel in der ersten Liga feiern konnte. Damals befanden sich unter anderem Rannvá Andreasen, Malena Josephsen, Annelisa Justesen, Bára Klakstein und Ragna Patawary in der Mannschaft. Das Pokalfinale wurde allerdings im Elfmeterschießen gegen ihren alten Verein HB Tórshavn verloren. Im nächsten Jahr glückte im Finale die Revanche durch ein 6:1 gegen HB, wobei Eyðbjørnsdóttir in diesem Spiel nicht zum Einsatz kam, in der Liga spielte sie in der Saison gar nicht. 2003 lief sie dann für B68 Toftir auf, nach diesem Jahr ging sie zurück zu KÍ und gewann dort das Double aus Meisterschaft und Pokal (15:0 gegen EB/Streymur). Nach einem weiteren Jahr Pause spielte sie 2006 ein letztes Mal für KÍ und gewann unter anderem an der Seite von Randi Wardum erneut das Double, diesmal wurde im Pokalfinale AB Argir mit 2:0 geschlagen.

### Europapokal
Sechs Mal spielte Eyðbjørnsdóttir für KÍ Klaksvík im UEFA Women’s Cup, wobei ihr kein Treffer gelang. Ihr Debüt gab sie 2001/02 in der Vorrunde beim 2:1-Sieg gegen USC Landhaus Wien. Ihr letztes Spiel war die 0:7-Niederlage gegen Espanyol Barcelona in der ersten Runde 2006/07.

## Nationalmannschaft
Ihr Debüt für die Nationalmannschaft der Färöer gab sie am 24. September 1995 im EM-Qualifikationsspiel gegen Irland in Toftir. Das 0:2 war zugleich das erste offizielle Spiel der Färöer. Am 8. Juni 1996 lief sie im EM-Qualifikationsspiel gegen Wales bei der 0:1-Niederlage in Toftir zum siebten und letzten Mal für die Nationalmannschaft auf.

## Erfolge
- 4× Färöischer Meister: 1991, 2001, 2004, 2006
- 3× Färöischer Pokalsieger: 2002, 2004, 2006